# Hogna ingens
Hogna ingens Blackwall, 1857 è un ragno appartenente alla famiglia Lycosidae.

## Caratteristiche
Raggiunge una lunghezza totale (zampe comprese) di 8cm. Questa specie è endemica delle isole Desertas, nell'arcipelago di Madera e si trova esclusivamente nella valle della Castanheira nell'isola di Deserta Grande. 
Vive generalmente nascosta sotto le rocce e non tesse nessun tipo di ragnatela. Si tratta di una specie velenosa che si nutre di invertebrati e di lucertole muraiole di Madera.

## Tassonomia
Al 2021 non sono note sottospecie e dal 1992 non sono stati esaminati nuovi esemplari.